# Coffea resinosa
Coffea resinosa là một loài thực vật có hoa trong họ Thiến thảo. Loài này được (Hook.f.) Radlk. mô tả khoa học đầu tiên năm 1883.